# Lanckorona (gmina)
Lanckorona est une gmina (commune) rurale du powiat de Wadowice dans la voïévodie de Petite-Pologne dans le Sud de la Pologne. Son siège est le village de Lanckorona, qui se situe environ 16 km à l'est de Wadowice et 36 km au sud-ouest de Cracovie. C'est l'un des plus beaux villages de la Petite-Pologne.
La gmina couvre une superficie de 40,61 km2 pour une population de 5 819 habitants.

## Géographie
Situé sur la plus haute colline de la région, Góra Zamkowa (le Mont du Château), également connu sous le nom de Lanckorońska, Lanckorona offre une belle vue panoramique sur le massif des Tatras et de Babia Góra.  
La gmina inclut les villages d'Izdebnik, Jastrzębia, Lanckorona, Podchybie et Skawinki.
La gmina borde les gminy de Budzów, Kalwaria Zebrzydowska, Skawina, Stryszów et Sułkowice.

## Histoire
En 1366, le roi de Pologne Kazimierz le Grand accorda à la ville une charte selon le droit de Magdebourg et y fit construire un château à la place d'une tour de guet du XIIIe siècle. En 1410, Zbigniew de Brzezie devint le premier staroste de la ville et ses descendants, qui portèrent désormais le nom de Lanckoroński, la gouvernèrent jusqu'au XVIe siècle. La ville prospéra grâce au commerce et à l'artisanat et plusieurs grandes familles de la Couronne se succédèrent ensuite à ce poste : les Wolski, Zebrzydowski, Czartoryski, Myszkowski et Wielopolski. 
L'invasion des Suédois en 1655, les incendies et autres calamités qui les frappèrent la ville aux XVIIe et XVIIIe siècles  contribuèrent à son déclin. Pendant la Confédération de Bar, Maurycy Beniowski et Kazimierz Pułaski combattirent dans le château et autour de la ville. 
À la fin du XVIIIe siècle, après les partages de la Pologne, la ville se retrouva sous l'occupation autrichienne et le château se transforma en une caserne de l'armée et une prison. Abandonné définitivement au milieu du XIXe siècle, le château tomba en ruine. En 1869, un incendie ravagea la ville. 
Dans la période de l'entre guerres, bien que la ville ait perdu ses droits urbains (1934), Lanckorona se développa comme une station estivale et de nombreuses pensions et de belles villas furent construites à cette époque. Le village devint un lieu de villégiature préférée des peintres, écrivains et artistes.
Les maisons en bois qui bordent la place du marché au centre du village de Lanckorona conservent leur caractère traditionnel et unique. Posés sur des fondations en pierre, recouvrant souvent les caves voûtées, séparées les unes des autres par des passages très étroits, elles sont souvent ornées des arcades et leurs larges portes, qui autrefois laissaient entrer les charrettes dans leurs cours,  s'ouvrent aujourd'hui sur de grands et beaux jardins situés à l'arrière de la maison.

Les années 60 et 70 ont vu une nouvelle vague de bohème artistique investir le village et ses environs : Jerzy Nowosielski, Adam Hanuszkiewicz, Andrzej Wajda, Zofia Kucówna, Wojciech Pszoniak ou Marek Grechuta.

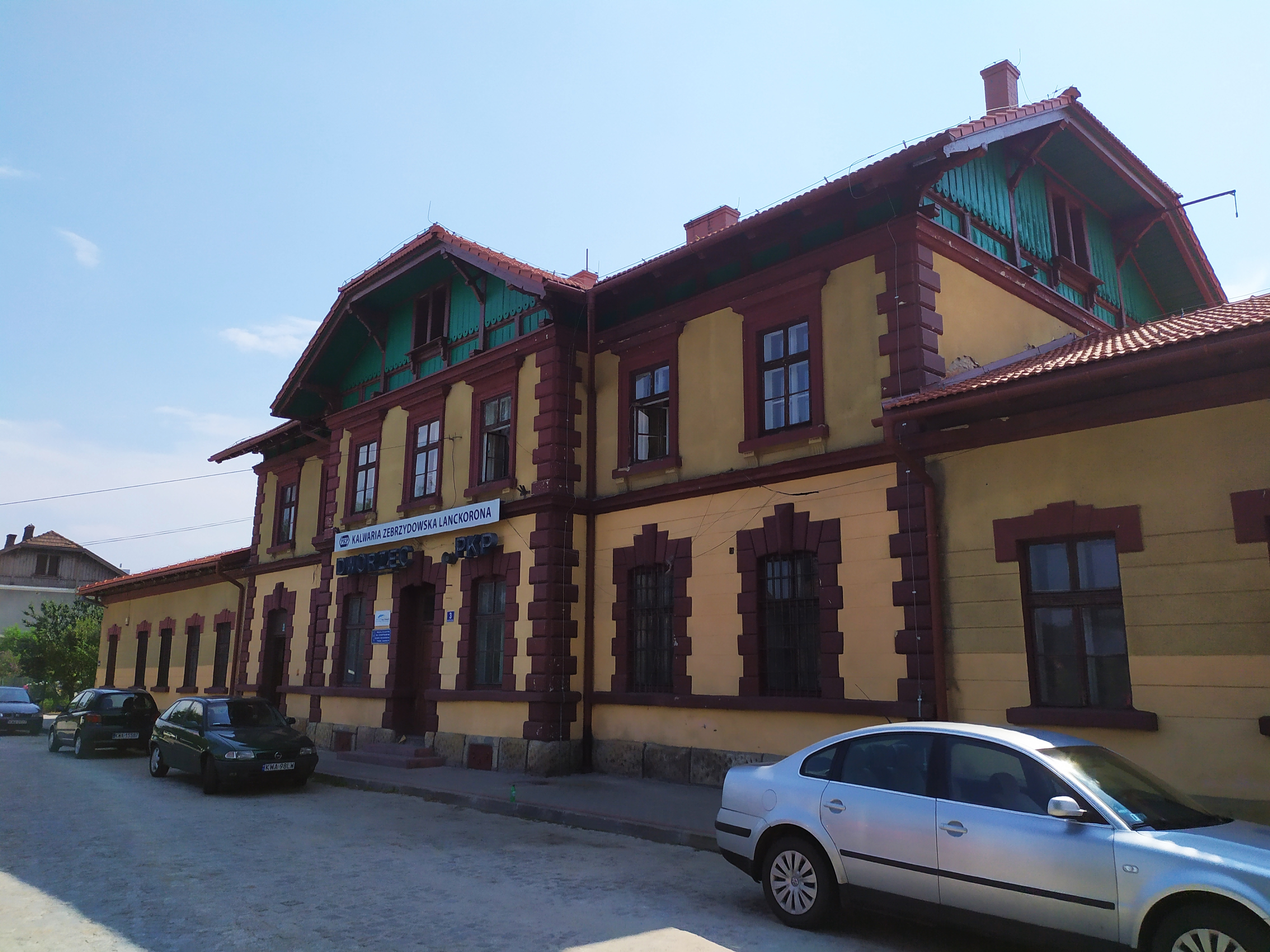
La gare de chemin de fer Kalwaria Zebrzydowska - Lanckorona
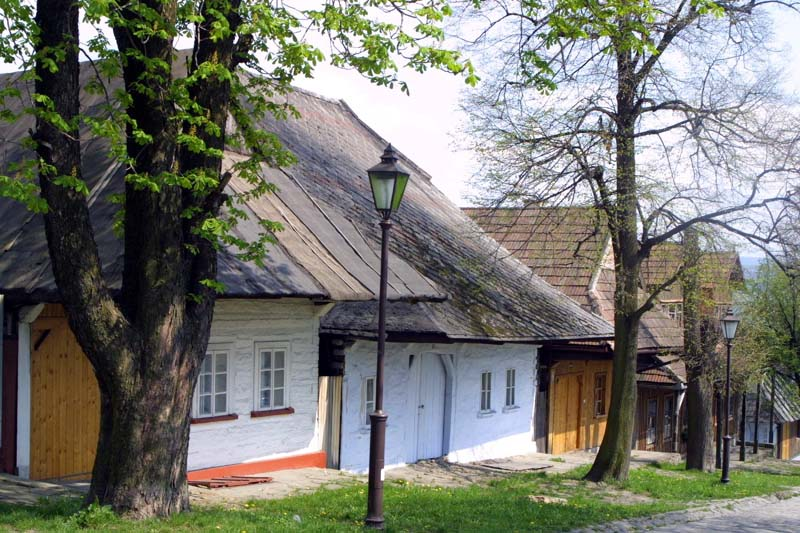
Maisons typiques
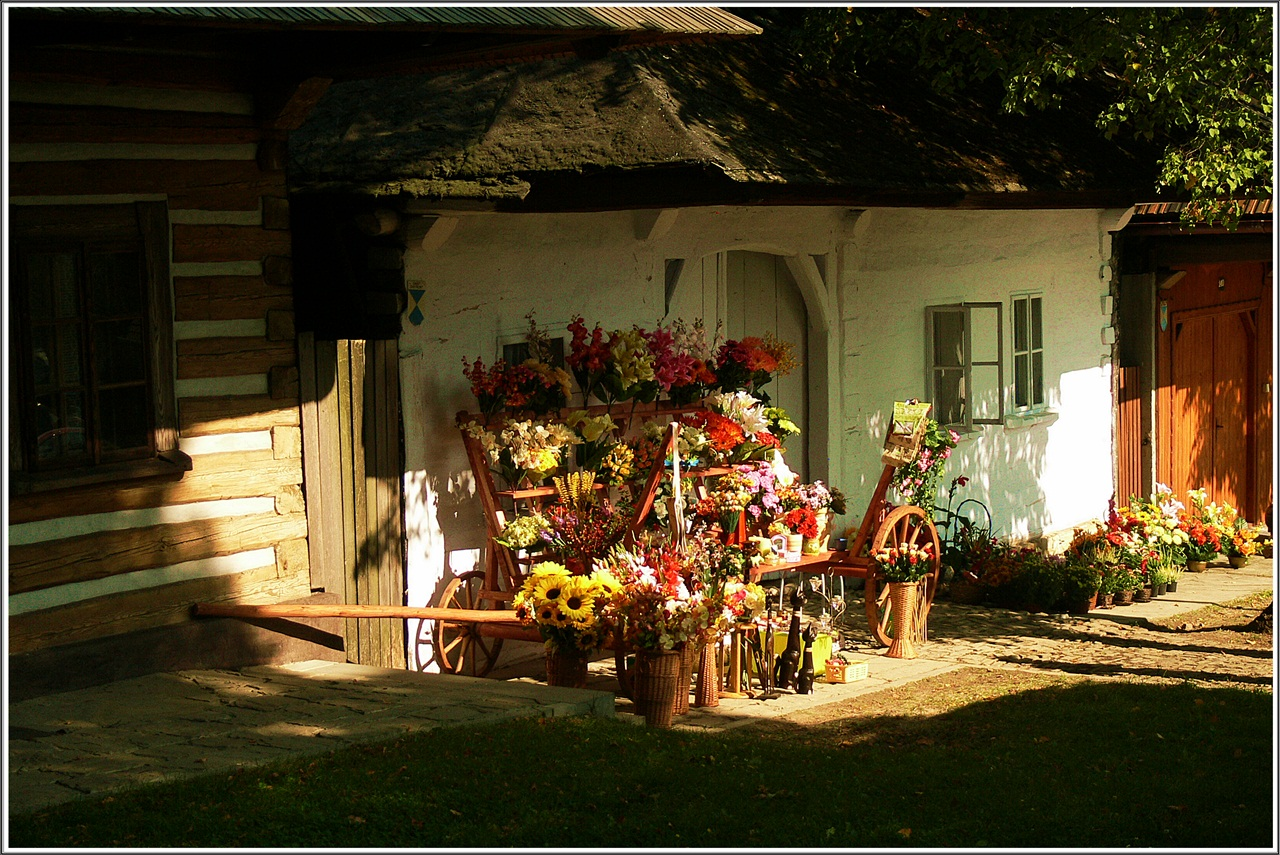
Maisons typiques
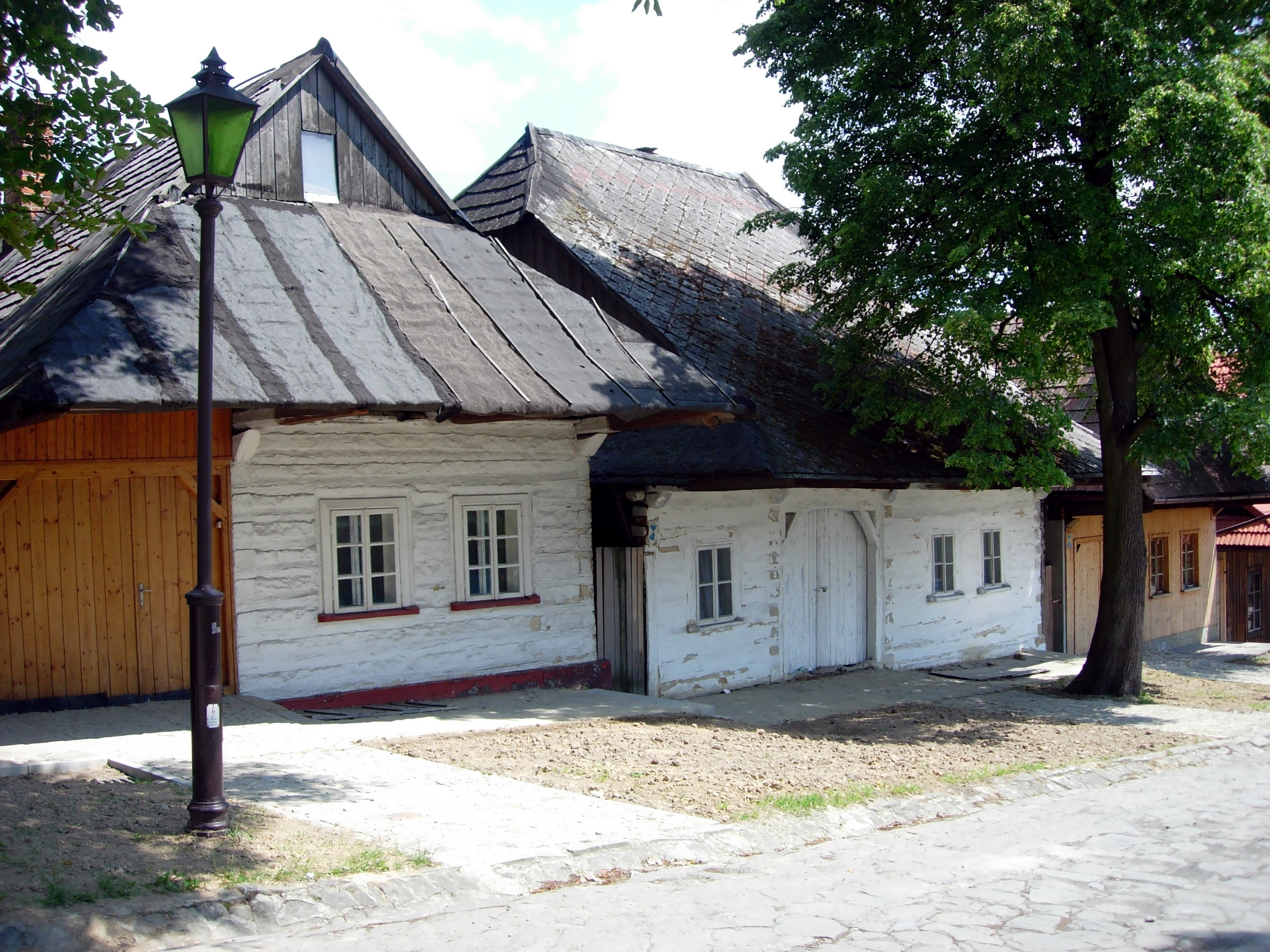
Maisons typiques
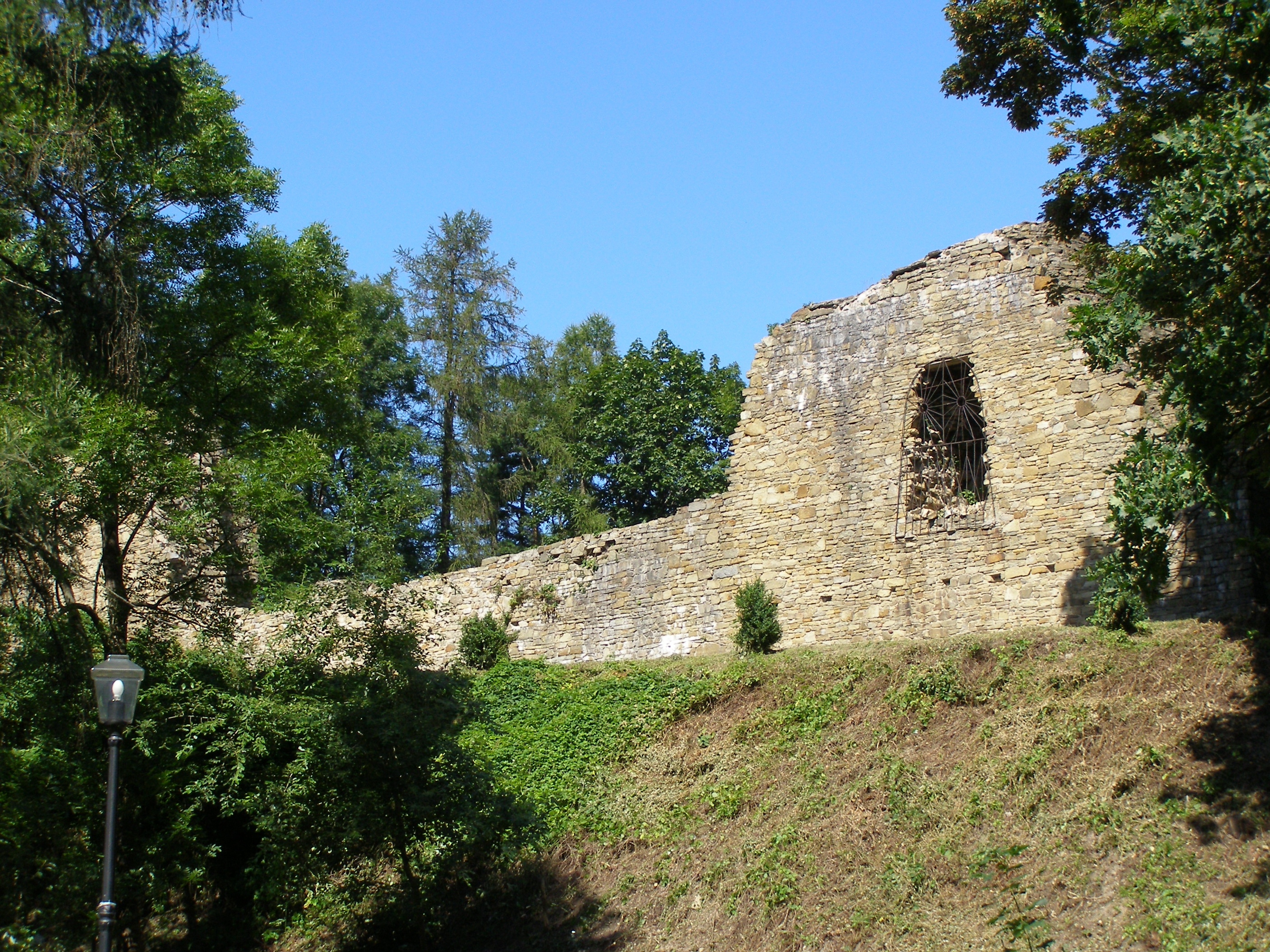
Ruines du château
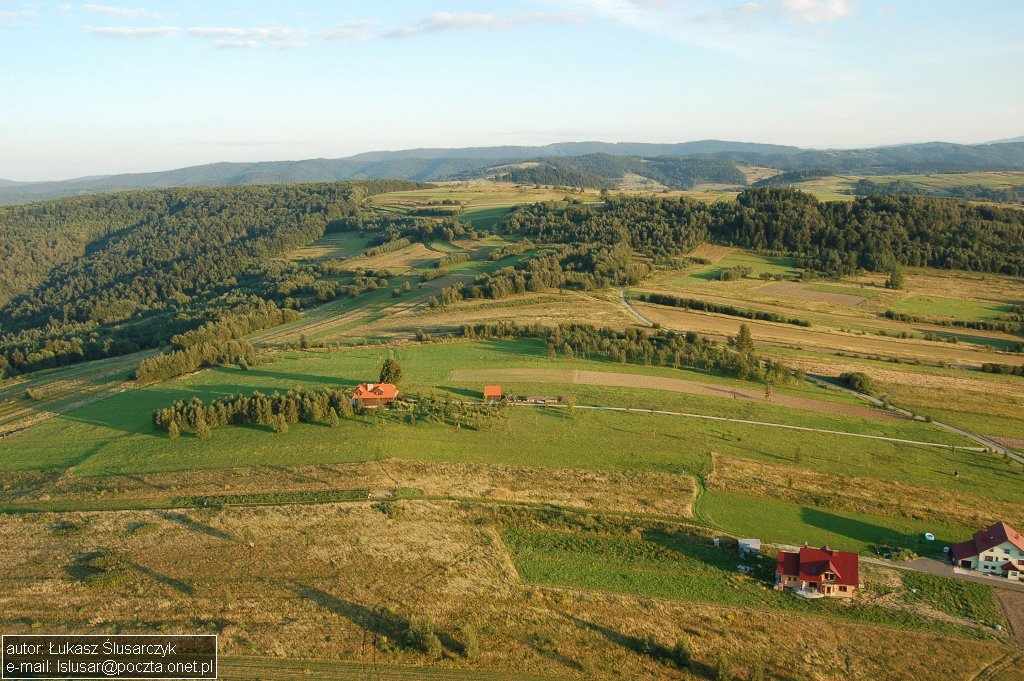
Vue de la colline